# تپه قلاتگاه شیخان
تپه قلاتگاه شیخان مربوط به سدهٔ ۶ تا ۸ ه.ق است و در شهرستان اشنویه، بخش نالوس، دهستان هق، روستای شیخان واقع شده و این اثر در تاریخ ۷ اسفند ۱۳۸۵ با شمارهٔ ثبت ۱۷۷۲۴ به‌عنوان یکی از آثار ملی ایران به ثبت رسیده است.